# Кумертау
Кумертау (на башкирски: Күмертау) е град в автономна република Башкирия, Русия. Населението му към 1 януари 2018 година е 60 164 души.